# Miner riberenc de páramo
El miner riberenc de páramo (Cinclodes excelsior) és una espècie d'ocell de la família dels furnàrids (Furnariidae) que habita zones obertes de páramo als Andes centrals de Colòmbia i cap al nord fins Tolima, a l'Equador.